# Саму Хейккиля
Саму Хейккиля (фин. Samu Heikkilä; род. 31 июля 1971, Карстула) — финский монтажёр, сценарист, саунд-дизайнер. Член Европейской киноакадемии (англ. European Film Academy, EFA). Удостоен четырёх наград «Юсси» за лучший монтаж («Город отмороженных», «Неприкаянный», «Вечная мерзлота») и восьми номинаций («Мужская работа», «Kukkia ja sidontaa», «Kuutamolla», «Письма отцу Якобу», «Восьмой шар»).
В 2005 году получил Государственную премию в сфере кино вместе с кинорежиссёром Аку Лоухимиес и кинематографистом Рауно Ронкайнен. В ноябре 2013 сценарий Хейккилы «Мисс Зара» был выбран одним из трех на конкурсе Новеллиелокува 2014. Съёмка короткометражного фильма на основе сценария запланирована на конец 2014 года.

## Фильмография
- Levottomat (2000)
- Kuutamolla (2002)
- Hymypoika (2003)
- Kukkia ja sidontaa (2004)
- Paha maa (2005)
- Valkoinen kaupunki (2006)
- Miehen työ (2007)
- Postia pappi Jaakobille (2009)
- Paha perhe (2010)
- 8-pallo (2013)
- Ajomies (2013)
- Dagmamman — Kaksi kotia (2013)
- Other Girls (2015)
- Häiriötekijä (2015)

### Документальные фильмы
- Kenen joukoissa seisot (2006)
- Pyhän kirjan varjo (2007)
- Punk — tauti joka ei tapa (2008)
- Kongon Akseli (2009)
- Ikuisesti sinun (2011)
- Five Star Existence (2011)
- Hyppy (2012)
- Alcan Highway (2013)
- Kihniö (2015)

### Сериалы
- Elämä on näytelmä (1999)
- Vapaa pudotus (2002)
- Juulian totuudet (2002)
- Irtiottoja (2003)

### Сценарии
- Häiriötekijä (2015)
- Miss Zahra (2014)
- Kekkonen (1998)